# Blair Witch (película)
Blair Witch (conocida como La Bruja de Blair en Hispanoamérica) es una película de metraje encontrado y terror psicológico estrenada el 16 de septiembre de 2016. Fue dirigida por Adam Wingard y escrita por Simon Barrett. Es una secuela directa de la película The Blair Witch Project (1999), ignorando los sucesos de Book of Shadows: Blair Witch 2 (2000). La película sigue a un grupo de alumnos universitarios que se aventuran en Black Hills Forest en Maryland para descubrir los misterios que rodean la desaparición de la hermana de James, Heather, en 1994; muchos creen que este evento está conectado con la leyenda de la Bruja de Blair.

## Argumento
Un grupo de estudiantes universitarios se aventuran en Black Hills Forest en Maryland para descubrir los misterios que envuelven la desaparición de Heather, la hermana de James Donahue, quien muchos creen está conectada a la leyenda de la Bruja de Blair después de su desaparición hace 20 años. Al principio el grupo tiene esperanzas, especialmente cuando un par de locales se ofrecen a actuar como guías a través del oscuro bosque, pero mientras la interminable noche avanza, el grupo es atormentado por una presencia amenazante. Lentamente, el grupo empieza a entender que la leyenda es muy real y más siniestra de lo que pudieron haber imaginado.

## Trama
En 2014, James Donahue encuentra un video en YouTube que contiene una imagen de una mujer que cree que es su hermana Heather, quien desapareció en 1994 cerca de Burkittsville, Maryland, mientras investigaba la leyenda de la Bruja de Blair. Decide viajar al bosque para descubrir la verdad, acompañado por su amigo Peter Jones, la novia de Peter, Ashley Bennett, y la estudiante de cine Lisa Arlington, quien quiere filmar la búsqueda de James como un documental llamado "La Ausencia de Cierre". Los lugareños Talia y Lane, quienes encontraron y subieron el video, dicen que mostrarán al grupo el lugar donde encontraron la cinta, a condición de que puedan unirse a ellos.
Mientras caminan por el bosque y al instalar el campamento para pasar la noche, Lane y Talia discuten la desaparición de Heather y su equipo de filmación, los asesinatos de 1940-41 por Rustin Parr y otros misteriosos acontecimientos, que atribuyen a la Bruja de Blair. Específicamente, Lane explica que la bruja no fue simplemente atada a un árbol para morir, sino que fue atada en lo alto del árbol con pesos en los brazos y las piernas, actuando como un improvisado tormento.
El grupo escucha ruidos durante la noche y luego despiertan a las 2 p. m. para encontrar extrañas figuras de palos colgando de los árboles. Cuando Lisa nota un cordón en la mochila de Lane, él y Talia admiten que crearon las figuras para convencer al grupo de creer, pero también señalan que no hay explicación para los extraños ruidos durante la noche y dormir durante el día. James y sus compañeros expulsan a Lane y Talia del grupo y salen del bosque.
Después de horas de caminata, los cuatro llegan de nuevo a su lugar de campamento original. Lisa decide pilotear un dron para obtener su ubicación, pero desde su punto de vista no pueden ver una salida del bosque. Ashley se enferma debido a una herida en el pie, lo que obliga al grupo a acampar nuevamente. Cuando Peter inspecciona el pie herido de Ashley, nota lo que cree que podría ser un parásito dentro de la herida. Peter abandona el campamento en busca de leña y es perseguido por una entidad desconocida. Un árbol cae sobre él y su cuerpo desaparece.
Lane y Talia aparecen en la noche, afirmando que han estado vagando durante cinco días sin ver un amanecer. Lane cree que el campamento es una alucinación y huye, dejando a Talia desaliñada y hambrienta. A la mañana siguiente, James y Lisa descubren que aún es de noche a las 7 a. m. y encuentran figuras de palos más grandes. Talia ve mechones de su cabello atados a una de las figuras. Ashley acusa a Talia de haberlas creado y rompe la figura con el cabello de Talia, y luego Talia misma se parte por la mitad. Una fuerza invisible levanta su tienda al cielo y el grupo queda separado.
Ashley encuentra el dron y sube a un árbol para recuperarlo, pero es golpeada y cae del árbol, una entidad desconocida la arrastra lejos. Comienza una tormenta mientras Lisa y James se encuentran con la casa de Rustin Parr, que James había afirmado anteriormente que fue quemada después de la ejecución de Parr. James escucha lo que cree que es el grito de Heather en el piso de arriba, entra en la casa sin Lisa y ve a Peter de pie en una esquina. Persigue a la figura que cree que es Heather, una figura desaliñada que se teletransporta; al desaparecer, se encierra a sí mismo.
Lisa ve a una criatura alta, pálida y de extremidades largas (la bruja) moviéndose entre los árboles y corre dentro de la casa. Entra al sótano, donde encuentra a un Lane hostil que la atrapa en un túnel, diciendo: "Tienes que hacer lo que ella te dice". Ella escapa del túnel y apuñala y mata a Lane al otro lado. La criatura de extremidades largas emerge del túnel y persigue a Lisa. Ella corre hacia el ático con la videocámara de Lane, pasando por un espejo que muestra a Heather, revelando que la cinta encontrada por Lane es en realidad la que está siendo grabada por Lisa, creando el video paradójico que los atrajo a todos al bosque.
Ella se reúne con James en el ático y tratan de bloquear la puerta para impedir que la bruja entre. Una luz brillante brilla desde fuera del edificio. James le dice a Lisa que mire hacia la esquina de la habitación y se disculpa desesperadamente antes de que la bruja de Blair entre en la habitación. James es engañado para que se gire, creyendo que escucha la voz de Heather, y desaparece de la vista. Lisa se da cuenta de que morirá si se gira, así que usa la videocámara de Lane para ver lo que hay detrás de ella y comienza a retroceder. Cree que escucha la voz de James y se gira para mirar, momento en el que es atrapada por la bruja. Su cámara cae al suelo. Después de unos momentos, la cámara se apaga.

## Reparto
- James Allen McCune como James Donahue.
- Callie Hernandez como Lisa Arlington.
- Wes Robinson como Lane.
- Valorie Curry como Talia.
- Brandon Scott como Peter.
- Corbin Reid como Ashley.
- Elian Rojas como Darry.

## Producción
En febrero de 2015 fue anunciado que Adam Wingard dirigiría la película, de un guion hecho por Simon Barett, con Roy Lee, Steven Schneider, Keith Calder y Jessica Wu produciendo. La película era inicialmente promocionada bajo el título The Woods, pero en la San Diego Comic-Con de 2016 fue revelado ser una secuela directa al Proyecto de Bruja del Blair, y el título era de hecho Blair Witch. La película estuvo hecha en secreto, con solo unos cuantos empleados de Lionsgate.

## Lanzamiento
La película se proyectó en el Festival Internacional de Cine de Toronto. La película fue estrenada en los cines estadounidenses el 16 de septiembre de 2016.
En Argentina y Chile se estrenó el 15 de septiembre de 2016. En México la película fue distribuida por VideoCine y lanzada el 30 de septiembre de 2016.

## Banda Sonora
- 1.Black Hills Forest"
- 2."Rustin Parr"
- 3."Camp Fire"
- 4."Panic Attack"
- 5."Blair Witch"
- 6."Lane and Talia"
- 7."The Project"
- 8."Invocation of Evil"
- 9."No Trespassing"
- 10."The House in the Woods

Canciones adicionales
- 1. "Hakmarrja" — N.K.V.D.
- 2. "Pagan Dance Move — Arnaud Rebotini
- 3. Rien à Paris — Liz & László

## Recepción

### Respuesta crítica
En general la película presenta críticas positivas. En Rotten Tomatoes la película tiene un rango de aprobación de 66%, basado en 156 revisiones, con un promedio de puntuación de 7.1/10.
Chris Tilly, crítico de IGN, declaró que Blair Witch es "tan buena que te hará olvidar que El libro de las sombras existió". Mark Eccleston de Glamour escribió sobre la película que tiene sustos genuinos y una inquietante sorpresa final que hace que merezca la pena acercarse al multicine más cercano para pasar un buen susto". Brad Miska, de Bloody Disgusting, valoró positivamente la película con un 4,5 sobre cinco, y la incluyó en su lista de las "Mejores películas de terror de 2016".